# 1937 في اليابان
فيما يلي قوائم الأحداث التي وقعت خلال عام 1937 في اليابان.

## سياسة

### تعيين في المنصب
- 2 فبراير – سينجورو هاياشي رئيس وزراء اليابان.

### انتهاء فترة المنصب
- 2 فبراير – كوكي هيروتا رئيس وزراء اليابان.
- 4 يونيو – سينجورو هاياشي رئيس وزراء اليابان.

## كتب
من الكتب التي صدرت هذه السنة في اليابان:
- 1 يناير – بلد الثلوج من تأليف ياسوناري كواباتا.

## مواليد

### يناير
- 14 يناير – هيروشي إسوياما
- 18 يناير – يوكيو إندو

### فبراير
- 13 فبراير – هيروشي نينوميا

### مارس
- 3 مارس – تسوكاسا هوساكا لاعبو كرة قدم يابانيون.

### يونيو
- 25 يونيو – كيزو أوبوتشي

### يوليو
- 14 يوليو – يوشيرو موري
- 20 يوليو – كين اوغاتا ممثل ياباني.
- 29 يوليو – ريوتارو هاشيموتو سياسي ياباني.

### أغسطس
- 26 أغسطس – كينجي أوتسومي

### سبتمبر
- 29 سبتمبر – كوشيرو ماتسوؤرا دبلوماسي ياباني.

### ديسمبر
- 16 ديسمبر – ميتسو كاماتا لاعبو كرة قدم يابانيون.

## وفيات

### أغسطس
- 7 أغسطس – تاكيو واكاباياشي (مواليد 1907) لاعب كرة قدم ياباني.